# Spiesia rhynchophysa
Spiesia rhynchophysa là một loài thực vật có hoa trong họ Đậu. Loài này được (Schrenk) Kuntze miêu tả khoa học đầu tiên năm 1891.